# Czas urojony

Czas urojony – koncepcja wyprowadzona z mechaniki kwantowej, niezbędna przy próbie połączenia mechaniki kwantowej z mechaniką statystyczną.
Czas urojony trudno zwizualizować. Jeżeli wyobrazi się sobie „zwykły czas” jako horyzontalną linię biegnącą między przeszłością w jednym kierunku a przyszłością w innym, to wtedy czas urojony będzie reprezentowany przez prostopadłą do tej linii w taki sposób, jak liczby urojone biegną prostopadle do liczb rzeczywistych na płaszczyźnie zespolonej. Czas urojony nie jest urojony w sensie nierzeczywisty lub zmyślony.

## Przykład zastosowania
Podstawiając czas urojony {\displaystyle \tau =-it_{M}} do równania Schrodingera:
{\displaystyle i\hbar \partial _{t}\psi =-{\frac {\hbar ^{2}}{2m}}{\frac {\partial ^{2}}{\partial x^{2}}}\psi ,}
otrzymujemy równanie przepływu ciepła:
{\displaystyle \partial _{\tau }\psi ={\frac {\hbar }{2m}}{\frac {\partial ^{2}}{\partial x^{2}}}\psi .}
Znajduje to odzwierciedlenie na poziomie rozwiązań równań: jeśli {\displaystyle K(y,x,T)} jest propagatorem w mechanice kwantowej wówczas {\displaystyle K(y,x,-iT)} jest propagatorem równania ciepła.